# Wallace y Gromit: Un asunto de pan o muerte
Wallace y Gromit: Un asunto de pan o muerte (título original en inglés: Wallace & Gromit: A Matter of Loaf and Death) es un cortometraje británico de animación por stop motion de 2008 producido por Aardman Animations y creado por Nick Park. Es la quinta película de la serie de Wallace y Gromit y el primer cortometraje desde Un esquilado apurado (1995).
Un asunto de pan o muerte es una historia de misterio en la que un asesino en serie mata a panaderos. Wallace y Gromit tienen una panadería y Gromit intenta resolver el caso antes de que el propio Wallace acabe siendo la última víctima del asesino. Fue la última película de Wallace y Gromit antes del retiro del actor de voz, Peter Sallis, en 2010, antes de su muerte en 2017. El cortometraje también fue uno de los especiales de televisión más vistos en el Reino Unido en 2008 y recibió elogios de la crítica. Así mismo, fue nominado al Óscar al Mejor Cortometraje de Animación en la 82.ª edición de los Premios de la Academia, y ganó un BAFTA y un premio Annie al Mejor Cortometraje de Animación y al Mejor Tema de Cortometraje de Animación en 2009.

## Argumento
Un asesino en serie ha asesinado a doce panaderos. Mientras realizan una entrega para su negocio de panadería, Wallace y Gromit salvan a Piella Bakewell, una ex modelo de la empresa de pan Bake-o-Lite, y a su nervioso caniche Fluffles cuando fallan los frenos de su bicicleta. Gromit no tiene ningún problema con los frenos, pero Wallace se siente atraído por ella. Él y Piella comienzan un romance, y Gromit se enoja cuando ella redecora la casa.
Wallace envía a Gromit a devolver el bolso olvidado de Piella. En la mansión de Piella, Gromit descubre maniquíes numerados que representan a cada uno de los panaderos asesinados y un libro de fotografías; Wallace es la decimotercera víctima prevista, completando así la docena del panadero. Cuando Gromit le muestra las pruebas a Wallace, este está demasiado distraído con su compromiso con Piella como para escucharlo.
Después de que Piella engañara a Wallace haciéndole creer que Gromit la mordió, Wallace le pone un bozal y lo encadena. Mientras observa impotente cómo Piella se prepara para empujar a Wallace hacia el molino; Wallace se salva cuando Piella es golpeada por una bolsa de harina. Después de un arrebato de ira contra los panaderos, se va, pero llega al día siguiente para disculparse con un pastel. Gromit, desconfiado, la sigue hasta su casa, donde Piella lo arroja a un almacén con Fluffles.
Gromit y Fluffles escapan en el viejo globo aerostático Bake-O-Lite de Piella y llegan a la casa de Wallace mientras él enciende la vela. Después de una pelea, el pastel cae y revela la bomba. Wallace y Gromit son atacados por Piella, quien revela que detesta a los panaderos después de que su aumento de peso terminara con su carrera como la chica de Bake-O-Lite. Está a punto de matar a Wallace con una llave inglesa, pero Fluffles la ataca en una carretilla elevadora. En el caos, la bomba cae en los pantalones de Wallace; Gromit y Fluffles neutralizan la explosión con masa mientras Piella salta sobre su globo. Su peso arrastra el globo hasta el recinto de los cocodrilos en el zoológico. Abatidos, Wallace y Gromit deciden distraerse con una entrega, acompañados por Fluffles.

## Elenco
- Peter Sallis como Wallace
- Sally Lindsay como Piella Bakewell
- Melissa Collier como los efectos de voz de Fluffles
- Sarah Laborde como la cantante de la publicidad de la compañía Bake-O-Lite.
- Geraldine McEwan como Miss Thripp, que repite su papel de Wallace y Gromit: la maldición de las verduras.
- Ben Whitehead como Baker Bob

## Producción

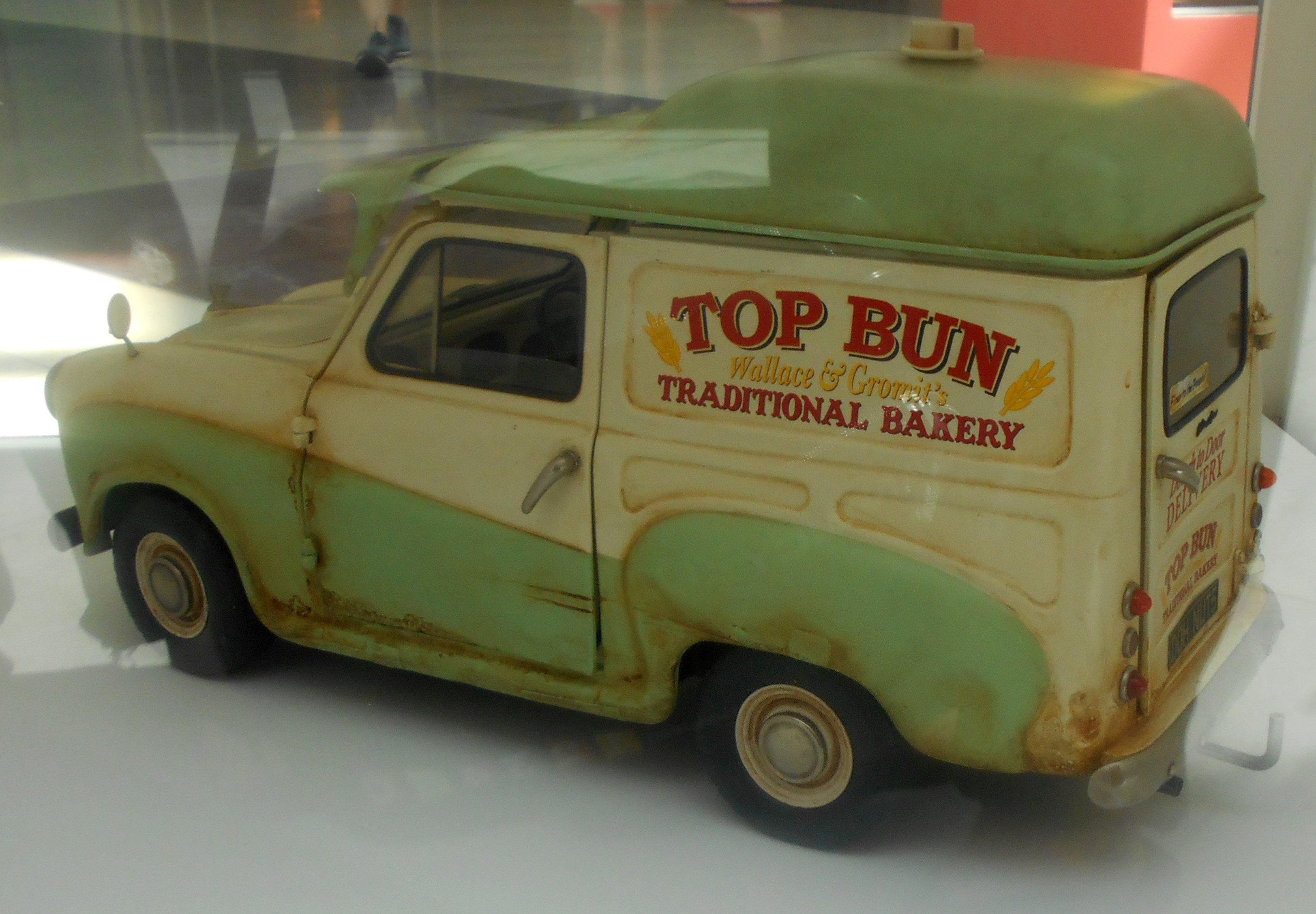
La furgoneta Austin A35 conducida por Gromit. Este modelo se exhibió en el Festival Internacional de Cine de Animación de Annecy en 2014.

En octubre de 2007, se anunció que Wallace y Gromit regresarían a la televisión después de una ausencia de diez años con un nuevo cortometraje titulado Wallace & Gromit: Trouble at Mill. El rodaje comenzó en enero de 2008; el creador Nick Park comentó que el período de producción del cortometraje fue significativamente más corto que el de los largometrajes Chicken Run y The Curse of the Were-Rabbit, que tardaron cinco años en completarse cada uno. Además, Un asunto de pan y muerte fue la primera película de Aardman realizada con el software Stop-Motion Pro. Se crearon cinco modelos solo para Gromit y se filmaron escenas simultáneamente en trece sets.
Al comentar sobre el hecho de que el cortometraje se realizaría directamente para una audiencia británica, Nick Park dijo: «No creo que esté haciendo una película para un niño en algún suburbio de Estados Unidos y que me digan que no van a entender un chiste o un dicho del norte». De todas formas, Park cambió el título de Trouble at Mill porque pensó que era un coloquialismo del norte de Inglaterra demasiado difícil de entender. Además de un título final que hace referencia a la película de 1946, A Matter of Life and Death, la película también hace referencia a Ghost (1990), Batman (1966) y Aliens (1986).
Park dijo en una entrevista con Radio Times: «La BBC apenas dio una sola nota o instrucción sobre todo el asunto», y continúa comentando que fue mejor que su trabajo anterior con DreamWorks, La maldición de las verduras, donde continuamente recibieron llamadas para cambiar cosas críticas.
Park eligió a Sally Lindsay después de escucharla en el programa de Radcliffe y Maconie en BBC Radio 2 mientras conducía desde Preston. Aunque no está familiarizada con su papel de Shelley Unwin en Coronation Street, Park dijo: «Sally tiene una voz muy divertida, casi extravagante, y también estaba buscando a alguien que pudiera ser bastante encantadora, pero con un acento norteño ligeramente elegante. Piella necesitaba sonar a veces bien y otras veces sonar bastante áspera».

## Estreno
A Matter of Loaf and Death debutó en ABC1 en Australia el 3 de diciembre de 2008 y se repitió al día siguiente en ABC2. En el Reino Unido, se estrenó el día de Navidad a las 20:30 en BBC One con más de 14 millones de telespectadores, aunque ya estaba disponible en el sitio web de intercambio de archivos Pirate Bay desde el 3 de diciembre de 2008. El 19 de diciembre de 2008, Aardman Animations reveló que «no tenían idea» de cómo se filtró el cortometraje en YouTube antes de su proyección en el Reino Unido.
En un estilo similar a Un esquilado apurado, Wallace & Gromit se convirtieron en el tema de los anuncios navideños de BBC One de 2008, para promocionar la proyección de A Matter of Loaf and Death. Estas identificaciones llevaron a Russell T Davies a solicitar identificaciones similares para Doctor Who el año siguiente.

## Recepción

### Críticas y audiencia
El programa fue visto el más visto el día de Navidad de 2008 en el Reino Unido y consiguió la mayor audiencia en el día de Navidad en cinco años. También fue el programa más visto en el Reino Unido en 2008, con una audiencia máxima promedio de 14,4 millones. El programa tuvo una cuota de pantalla del 53,3%, alcanzando un máximo del 58,1% y 15,88 millones al final del programa.
La repetición del programa el día de Año Nuevo de 2009 logró 7,2 millones de espectadores, superando a Emmerdale de ITV en los índices de audiencia. El corto se emitió en la televisión británica por tercera vez el Viernes Santo de 2009, atrayendo a 3,4 millones de espectadores. En las clasificaciones oficiales de BARB publicadas el 8 de enero de 2009, se mostró que A Matter of Loaf and Death tuvo 16,15 millones, lo que lo convirtió en el programa con mayor audiencia de 2008 y el evento no deportivo con mayor audiencia en el Reino Unido desde 2004, cuando un episodio de Coronation Street obtuvo 16,3 millones.
Una crítica positiva vino de USA Today, que le dio a la película cuatro estrellas.

### Premios y nominaciones
| Año  | Premios       | Categoría                       | Nominado(s)                                 | Resultado | Ref.   |
| ---- | ------------- | ------------------------------- | ------------------------------------------- | --------- | ------ |
| 2009 | Premios BAFTA | Mejor cortometraje de animación | Wallace y Gromit: Un asunto de pan o muerte | Ganadora  | [ 18 ] |
| 2009 | Premios Annie | Mejor cortometraje de animación | Wallace y Gromit: Un asunto de pan o muerte | Ganadora  | [ 19 ] |
| 2010 | Premios Óscar | Mejor cortometraje de animación | Wallace y Gromit: Un asunto de pan o muerte | Nominada  | [ 20 ] |